# Giovanni Renier
Giovanni Renier (Godego, 29 gennaio 1796 – Belluno, 22 aprile 1871) è stato un vescovo cattolico italiano.

## Biografia
Nacque a Godego (l'odierna Castello di Godego) da Francesco e Pierina Michieletto. Fu ordinato sacerdote il 5 giugno 1819.
Già arciprete del duomo di Mestre dal maggio 1843 e, dal gennaio 1855, canonico della cattedrale di Treviso e rettore del seminario vescovile di Treviso, nel concistoro del 17 dicembre di quello stesso anno fu preconizzato vescovo di Feltre e Belluno. Ricevette l'ordinazione episcopale nella cattedrale di Ceneda il 30 marzo 1856 per l'imposizione delle mani del vescovo Manfredo Giovanni Battista Bellati.
Partecipò assiduamente al Concilio Vaticano I.
Morì in vescovado a Belluno il 22 aprile 1871; il rito esequiale si tenne nella cattedrale di Belluno.
Riposa nella cattedrale di Belluno.

## Genealogia episcopale
La genealogia episcopale è:
- Cardinale Scipione Rebiba
- Cardinale Giulio Antonio Santori
- Cardinale Girolamo Bernerio, O.P.
- Arcivescovo Galeazzo Sanvitale
- Cardinale Ludovico Ludovisi
- Cardinale Luigi Caetani
- Cardinale Ulderico Carpegna
- Cardinale Paluzzo Paluzzi Altieri degli Albertoni
- Papa Benedetto XIII
- Papa Benedetto XIV
- Papa Clemente XIII
- Cardinale Marcantonio Colonna
- Cardinale Giacinto Sigismondo Gerdil, B.
- Cardinale Giulio Maria della Somaglia
- Cardinale Carlo Odescalchi, S.I.
- Cardinale Costantino Patrizi Naro
- Vescovo Manfredo Giovanni Battista Bellati
- Vescovo Giovanni Renier